# Новый Раковец
Новый Раковец — упразднённое село в Бурлинском районе Алтайского края. Входило в состав Ореховского сельсовета. Ликвидировано в 1959 г.

## История
Основано в 1910 году. В 1928 году посёлок Ново-Раковец состоял из 84 хозяйств, центр Ново-Раковецкого сельсовета Славгородского района Славгородского округа Сибирского края. Сельскохозяйственная артель имени Ворошилова. С 1950 года отделение укрупнённого колхоза имени Ворошилова. До 1953 г. в составе Цветопольского сельсовета.

## Население
В 1928 году в посёлке проживало 409 человек (203 мужчины и 206 женщин), основное населения — украинцы.